# ヴォクルグ・スヴェタ
ヴォクルグ・スヴェタ (露：Вокруг света) は、ロシアの月刊誌。1861年に設立された、ロシアで最も長く刊行されている雑誌である。
タイトルは「世界一周」を意味し、1861年12月にサンクトペテルブルクで創刊された、世界でもっとも古い通俗科学雑誌の一つである。ロシア革命のために1918年から27年までの間一時中断されたが、再開されて現在でも発行されている。

## 歴史

### 革命以前
本誌は ワルシャワ生まれの起業家、ボレスワフ・ウルフ（Boleslaw Wolf）によって設立された。彼は本誌を自然地理学、自然科学、最新の発明発見、観察に捧げられた豪華に書かれた年代誌として構想した。寄稿者にはアルフレート・ブレーム、カミーユ・フラマリオン、ニコライ・プルジェヴァリスキー、ニコラス・ミクルーホ＝マクライなどが名前を連ねていた。

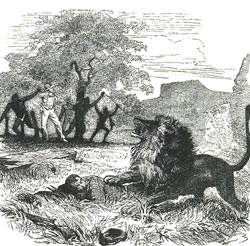
リビングストンのアフリカ探検
(1861年掲載)

ウルフの雑誌は不明瞭な理由で1868年をもって休刊した しかし、人気のある地理雑誌の企画は1885年にイワン・シテインによって再開された。この印刷業者は定期刊行物をより多くの読者にアピールした。彼の雑誌は毎月発行され、ジュール・ヴェルヌ、ラドヤード・キプリング、コナン・ドイルなどの人気の冒険小説のオリジナル翻訳版が掲載された。

### 革命以後
1917年のロシア革命は本誌の歴史を突然断ち切った。ロシア帝国の他の多くの定期刊行物と同様に、本誌は10年間出版を停止した。その後、特に若い読者を中心としたコムソモールの支援の下に発刊された。編集者にはアレクサンドル・ベリャーエフ、ウラジミール・オーブルチェフ、イワン・エフレーモフなどのロシア最高のSF作家が含まれていた。1938年、本誌の拠点はレニングラードからモスクワに移り、第二次世界大戦中、その発行は完全に停止した。
ロシアの読者にとって本誌は外国の文化的行事についての完全に図解された貴重な情報源であった。1960年代から70年代にかけて、本誌の人気は高まり続け、1971年までに発行部数は230万部に増加した。特に1990年代にはテレビの子会社も人気を博した。2007年の時点で、本誌はロシアで最も人気のある月刊誌のなかで三番目にランクされており、発行部数は約25万部にのぼる。1970年以降の無料アーカイヴは同誌のwebサイトで入手できる。

## 表紙ギャラリー

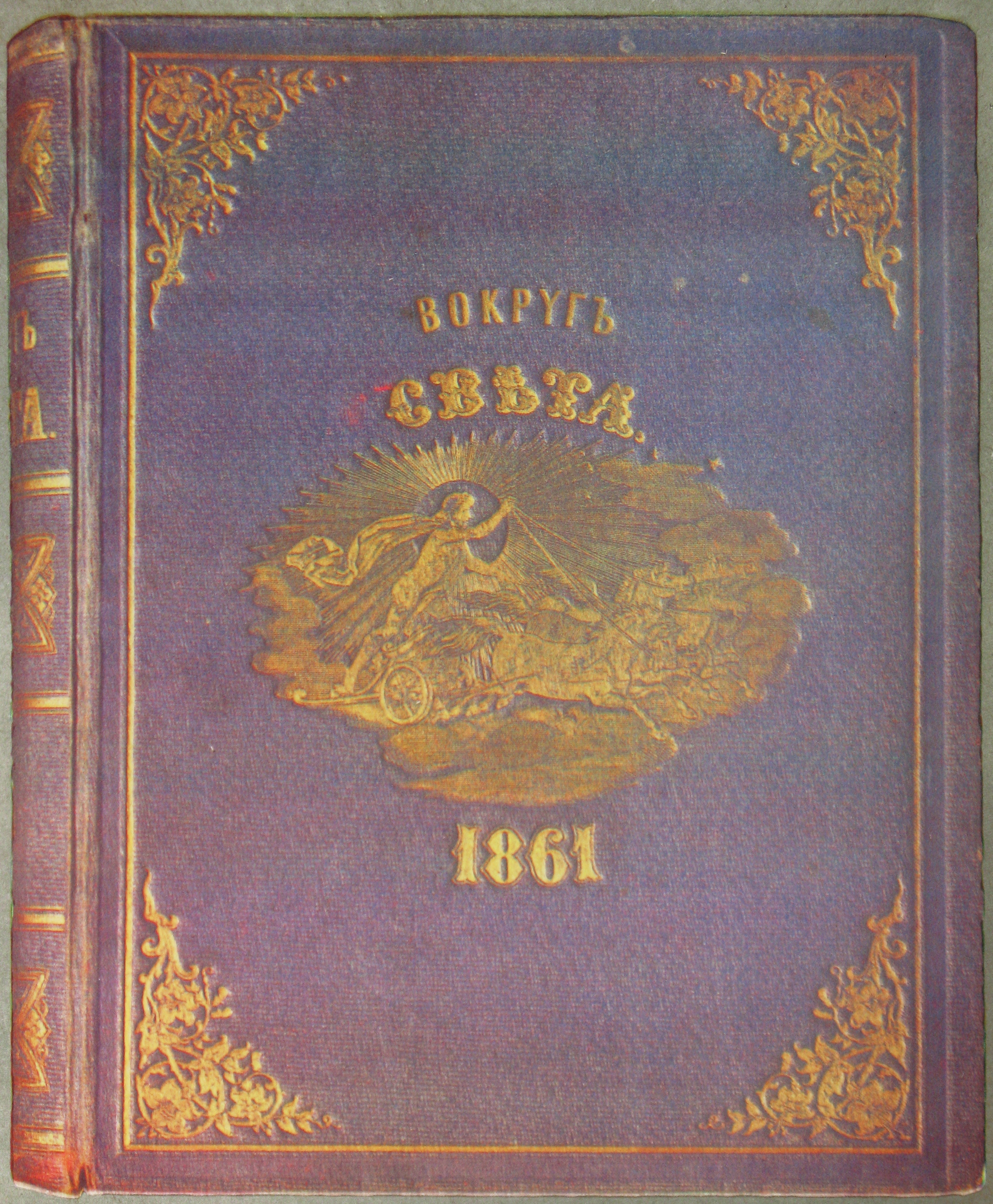
1861年の年次版
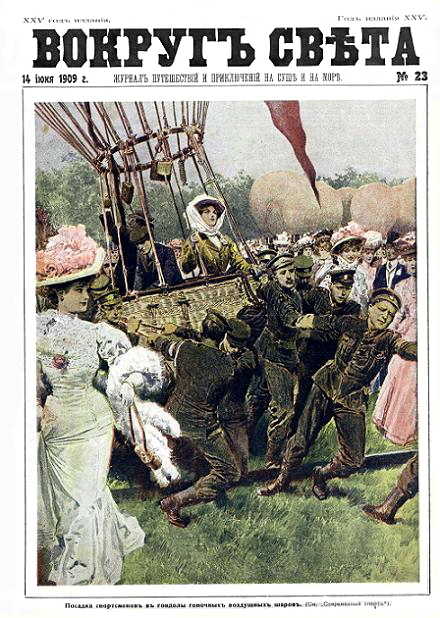
1909年
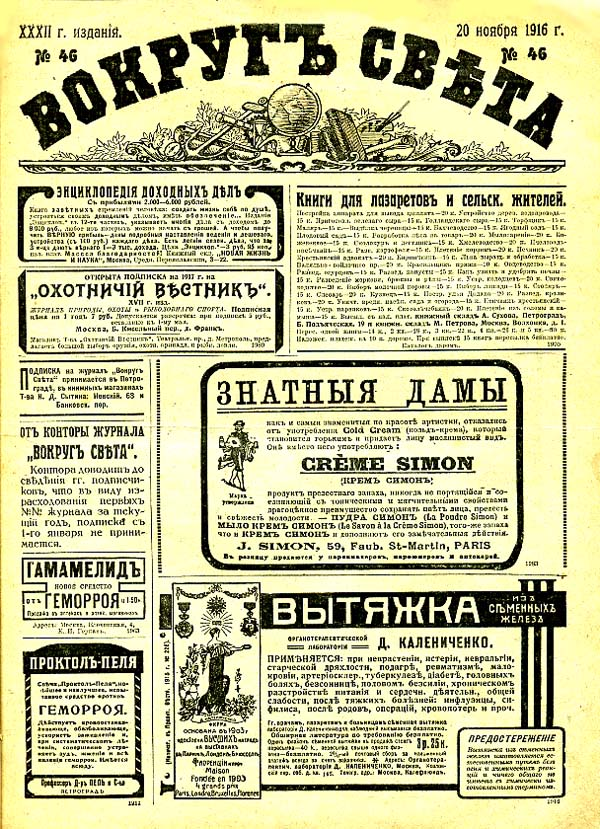
1916年
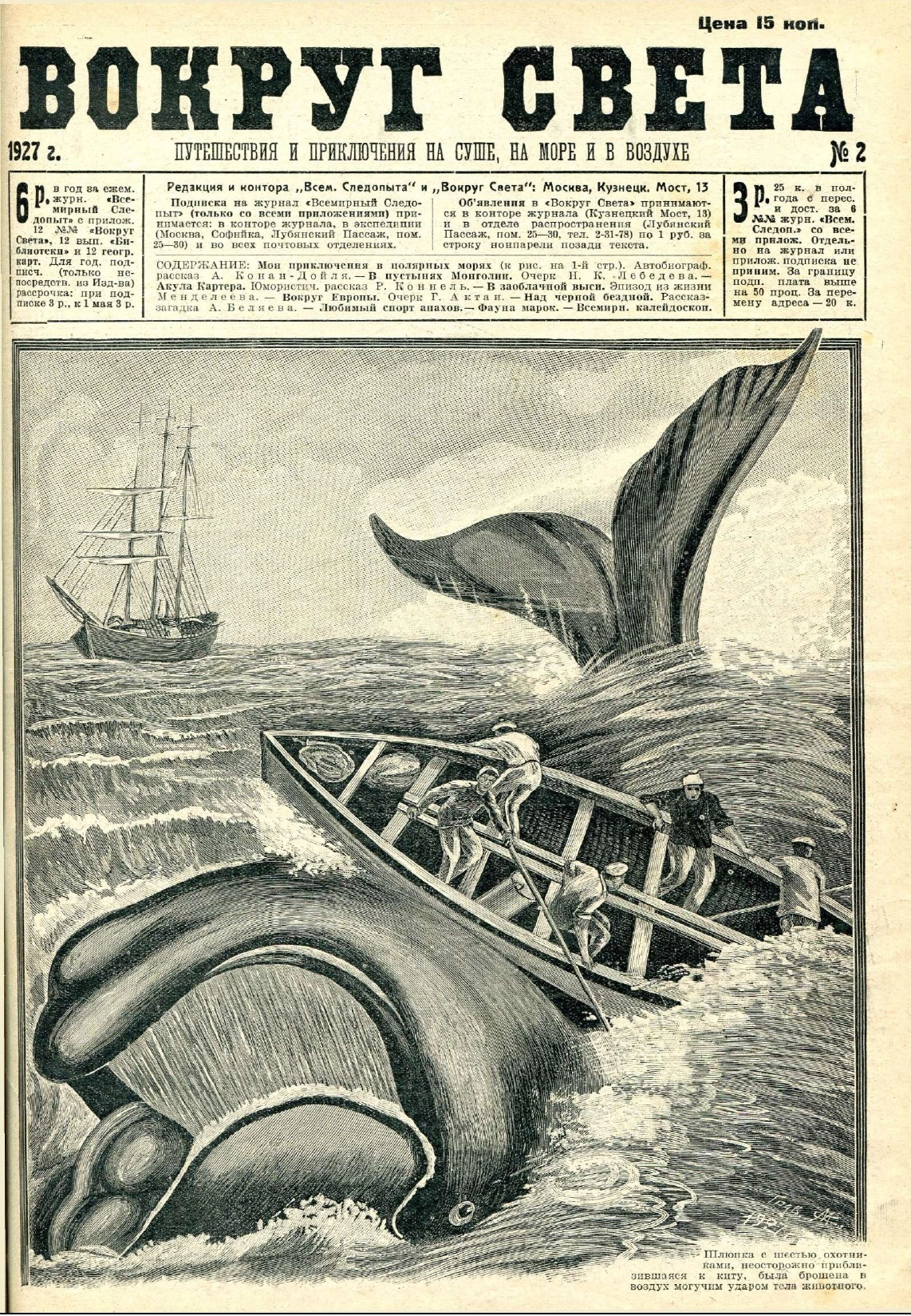
1927年
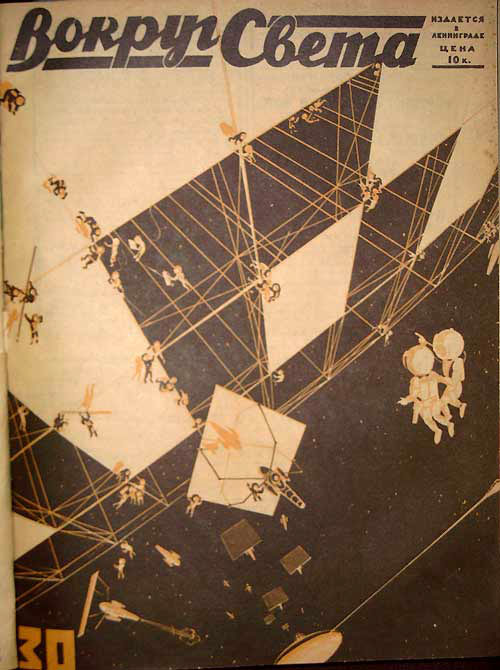
1930年

## 関連紙誌
※発刊順に列記
- ルビュー・アンシクロペディーク
- ル・マガザン・ピトレスク
- エル・ムセオ・ウニベルサル
- ヴォクルグ・スヴェタ
- ル・マガザン・デデュセシオン・エ・ドゥ・レクレアシオン
- ル・ジュルナル・ドゥ・ラ・ジュネス
- リルスタツィオーネ・イタリアーナ（イタリア語版）
- ラ・スィヤーンス・イリュストレ
- ジュルナル・デ・ヴォヤージュ
- スィヤーンス・エ・ヴォヤージュ